# Gabriela Bitolo
Gabriela Clausson Bitolo, más conocida como Gabriela Bitolo (São Paulo, 1 de abril de 1999) es una jugadora de balonmano brasileña que juega de lateral derecho en el Costa del Sol Málaga y la selección brasileña.

## Trayectoria
Zurda de primera línea, juega de lateral derecho y, siempre ha tenido la vitola de ser uno de los grandes brazos del balonmano brasileño pero las lesiones no le han dejado brillar en su etapa en Europa.
Se crio en la cantera brasileña del E.C. Pinheiros, de la que han llegado a la liga española otras jugadoras como Isa Medeiros, Gabi Pessoa o Alice Diva. En el 2020 salta el charco y se enrola en las filas del balonmano Elche donde estuvo dos temporadas antes de recalar en la temporada 2022-23 en el Granollers, con el firma por dos temporadas de la que solo cumple una.  Con el equipo ilicitano consigue el mayor éxito hasta la fecha del club: ganar la Copa de la Reina en la temporada 2020–21 en un equipo donde también jugaban Lysa Tchaptchet, Ivet Musons, Ana Martínez o una jovencísima Nicole Morales.
Entre el 2021 y el 2023 no juega mucho debido a sus lesiones (ligamento cruzado anterior de la rodilla izquierda). En la 2023–24 fue una de las elegidas por Suso Gallardo para defender el título de liga con el Costa del Sol Málaga.
Con el club valenciano es inscrita por primera vez en competición europea.
Con el conjunto malacitano se convierte en uno de los brazos más determinantes en la primera parte de la temporada, dando lanzamiento exterior a la primera línea de Suso Gallardo y un gran porcentaje de acierto en los tiros de 7 metros. Además fue partícipe de la consecución de la clasificación para la fase de grupos de la EHF European League.

### Clubes
- – 2020: E.C. Pinheiros
- 2020–22: C. BM Elche
- 2022–23: KH-7 BM Granollers
- 2023 – actualidad: Costa del Sol Málaga.

#### Datos(a fecha de septiembre de 2023):[9]
|          | Liga | Copa | EHF | Total |
| -------- | ---- | ---- | --- | ----- |
| Partidos | 24   | 5    | 0   | 29    |
| Goles    | 106  | 30   | 0   | 136   |

## Palmarés

### Selección brasileña
En 2019 fue parte de la selección brasileña que participó en el Mundial de Balonmano de Japón de la mano del entrenador español Jorge Dueñas y en 2023 compitió en el Mundial de Balonmano Femenino celebrado en Dinamarca, Noruega y Suecia. 
Participó con la selección brasileña en los Juegos Olímpicos de Tokio 2020, donde terminó en la posición 11.ª y en los Juegos Olímpicos de París 2024, terminando en una meritoria 7.ª posición tras caer en cuartos de final ante Noruega, a la postre campeona olímpica.

## Títulos

### Clubes
- 1 x Copa de la Reina de Balonmano (2021)
- 1 x Supercopa de España (2021)

### Selección
- 1 x Sudamericano y Centroamericano de Balonmano (Paraguay 2021)
- 1 x Campeonato Panaméricano Júnior (Brasil 2016)[14]
- 1 x Campeonato Panaméricano Juvenil (Chile 2016)

### Galardones individuales
- Mejor lateral derecho del Panaméricano Júnior (2016)
- Mejor lateral derecho de la Liga Brasileña (2019)